# Марочна (водосховище)
Марочна (біл. Марочна) — водосховище в Столинському районі, Берестейська область, Білорусь, приблизно за 2,4 км на південь від села Колодне. Наповнюється водою з річки Стубла.
Створене в 1988 році. Площа поверхні 1,4 км². Довжина 1,9 км, найбільша ширина 1,15 км. Найбільша глибина 5,2 м. Об'єм води 4,3 млн м³. Коливання рівня води 2,9 м.